# NGC 6183
NGC 6183 is een spiraalvormig sterrenstelsel in het sterrenbeeld Zuiderdriehoek. Het hemelobject werd op 25 april 1835 ontdekt door de Britse astronoom John Herschel.

## Synoniemen
- ESO 69-8
- PGC 58785